# Phycosoma jamesi
Phycosoma jamesi là một loài nhện trong họ Theridiidae.
Loài này thuộc chi Phycosoma. Phycosoma jamesi được Michael J. Roberts miêu tả năm 1979.